# Pardon

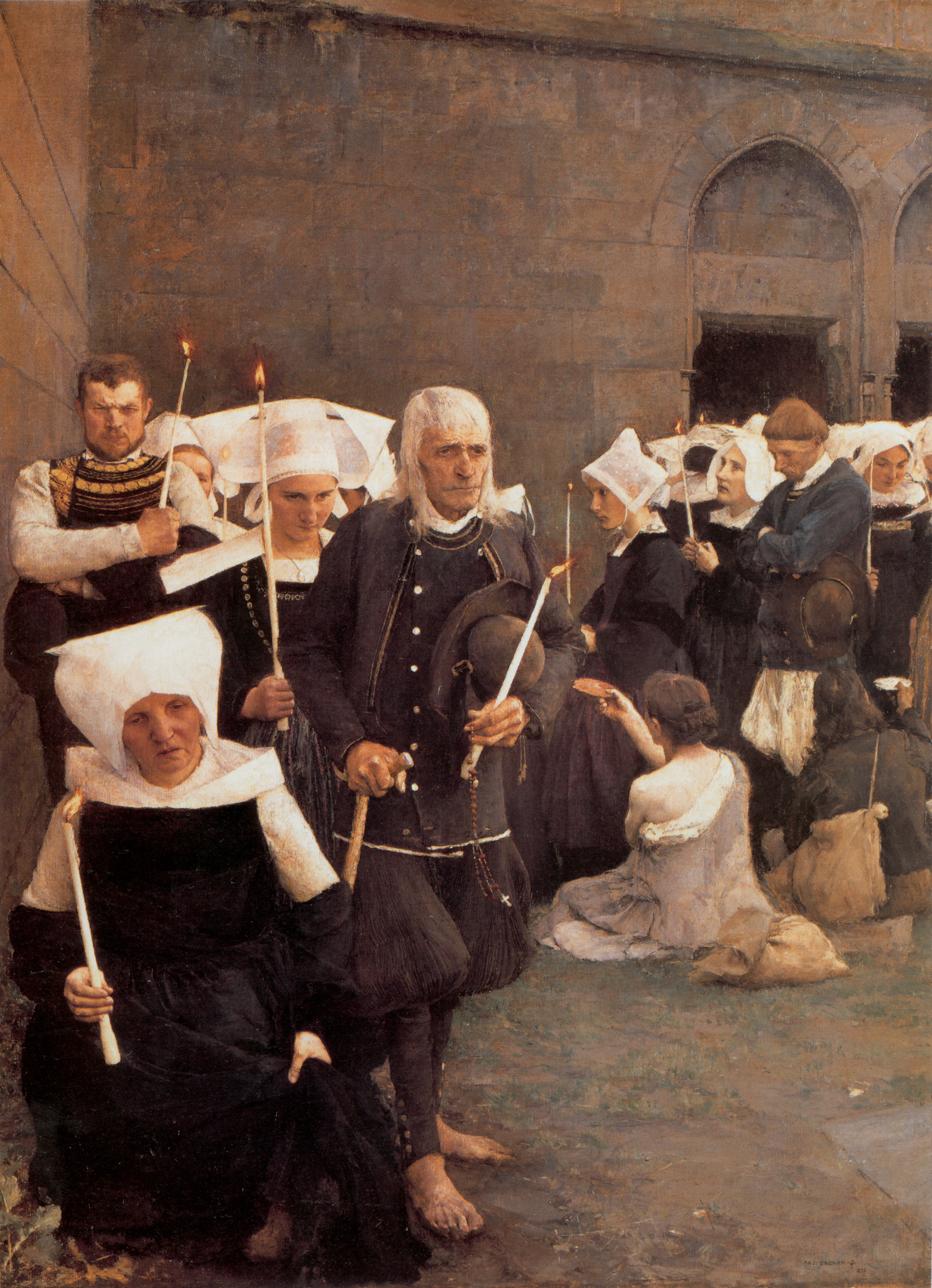
Un pardon in un dipinto di Pascal Adolphe Jean Dagnan-Bouveret

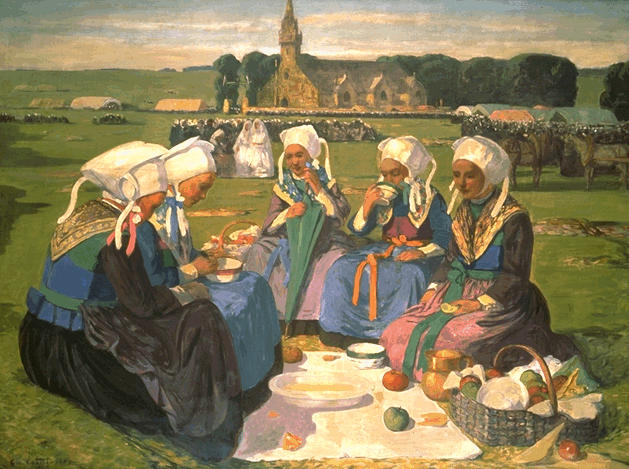
Il pardon di Sainte-Anne-La-Palud (dipinto di Charles Cottet, 1903)

Il pardon  (reso talvolta in lingua italiana come "perdono") è una processione religiosa, simile ad un pellegrinaggio,  tipica della regione francese della Bretagna (Francia nord-occidentale), che ebbe probabilmente origine intorno al XV secolo e che viene organizzata annualmente (in genere in una data compresa nel periodo fine primavera-inizio autunno) da ogni singolo comune in onore del santo patrono, della Vergine Maria (soprattutto in occasione della festa dell'Assunzione, ma anche di altre ricorrenze mariane) o di Sant'Anna.
Tra i pardons più famosi, figurano quello di San Ivo a Tréguier e quello di Sant'Anna ad Auray (26 luglio). Sono inoltre comunemente annoverati tra i "pardons" anche i pellegrinaggi chiamati   troménies , il più famoso dei quali è la Grande Troménie di Locronan, che si svolge ogni 12 anni in luglio.

## Origine del termine "pardon"
Il termine "pardon" significa letteralmente "perdono" ed indicava in origine le indulgenze, ovvero le remissioni dai propri peccati, che il papa concedeva ai fedeli nel Medioevo.

## L'usanza
Prima della processione vera e propria, i fedeli assistono ad una messa, che generalmente si svolge all'aria aperta.
Durante il pardon, i fedeli sfilano con indosso il costume tradizionale bretone, scalzi e a digiuno, portando stendardi che raffigurano il proprio santo patrono o la propria parrocchia, croci e statue di santi, oltre che la Gwenn ha du (la bandiera bretone), ed intonando preghiere e canti in lingua bretone.
Al termine delle cerimonie religiose, i partecipanti si lasciano andare in serata ad un festeggiamento di tipo laico, noto come fest-noz.
Un tipo particolare di pardon ha luogo nelle località costiere, dove si assiste al cosiddetto "pardon del mare" (pardon de la mer): in occasione di questo tipo di pardon, ha luogo, oltre alla processione, la benedizione delle barche ormeggiate sul porto.
In alcune località, può inoltre aver luogo in occasione di un  pardon anche un "festival del raccolto" (in bretone:  gouel an eost ), con la rievocazione delle antiche attività agricole.

## Elenco di famosipardons
Diamo qui di seguito un elenco parziale di famosi   pardons :
- Pardon di San Ivo, a Tréguier (terza domenica di maggio)
- Pardon dei cavalli, a Saint-Herbot (terza domenica di maggio)
- Pardon di San Pietro e Paolo, a Plouguerneau (ultima domenica di giugno)
- Pardon di Nostra Signora del Buon Soccorso, a Guingamp (prima domenica di luglio)
- Piccola Troménie di Locronan (seconda domenica di luglio, annualmente)
- GrandeTroménie di Locronan (ogni 12 anni)
- Pardon di Sant'Anna, ad Auray (26 luglio)
- Pardon di Nostra Signora della Gioia, a Penmarc'h (15 agosto)
- Pardon di Nostra Signora della Luce, a Perros-Guirec (15 agosto)
- Pardon di Sainte-Anne-La-Palud, a Plonévez-Porzay (ultima domenica di agosto)
- Pardon di Nostra Signora di Folgoët, a Folgoët (prima domenica di settembre)
- Pardon di Nostra Signora della Potenza, a Lamballe (prima domenica di settembre)
- Pardon di Notre-Dame du Roncier, a Josselin (7 settembre-8 settembre)
- Pardon di Nostra Signora delle Paludi, a Fougères (primo fine settimana di ottobre)